# Друга Боленова кћи
Ово је чланак о књизи „Друга Боленова кћи“. За истоимени филм из 2003, види: Друга Боленова кћи (филм из 2003). За истоимени филм из 2008, види: Друга Боленова кћи (филм из 2008).
Друга Боленова кћи (енгл. The Other Boleyn Girl) је историјски роман британске књижевнице Филипе Грегори, објављен 2001. године. Роман прати животну причу енглеске племкиње Мери Болен, мање познате сестре Ане Болен, некадашње енглеске краљице и супруге Хенрија VIII, као и мајке краљице Елизабете I.

## Радња
Истог тренутка када постане дворска дама енглеске краљице Катарине Арагонске, четрнаестогодишња Мери Болен привлачи пажњу краља Хенрија VIII. Она је најпре заслепљена сјајем његове моћи и његовог положаја, али њена радост престаје када открије да је Хенри само пион у династичким заверама. Када занимање каприциозног краља за њу избледи, Мери добија наређење да своје знање да се он задовољи пренесе својој сестри, најбољој другарици и супарници — Ани Болен.
Ана ускоро постаје неодољива краљу Хенрија, и Мери остаје само да посматра сестрин успон. Ана не преза ни до чега да оствари своје амбиције. Од тог тренутка, Мери неће бити ништа друго до „она друга Боленова кћи“. Ана чак у једном тренутку постаје и Хенријева супруга и краљица Енглеске, али њена позиција није сигурна све док краљу не подари наследника. Иако су у исто време и супарнице, сестре Мери и Ана морају да се бране од непријатеља породице Болен — Мери, Ане и Џорџа, којих има много.

## Инспирација
Мери Болен је била сестра много познатије Ане Болен, друге супруге енглеског краља Хенрија VIII и мајке краљице Елизабете I. Самим тим, Мери је често помињана у многобројним биографијама написаним о Ани, али никада сама није била главна тема. За разлику од Ане, Мери је била љубавница два краља — Франсоа I Валое и Хенрија VIII Тјудора. Рођена је негде између 1499. и 1508. године. Популарна, али непотврђена прича је да је Мери заправо била сматрана лепшом од двеју сестара. Удавала се два пута, најпре за Вилијама Керија, а затим за Вилијама Стафорда. Умрла је 1543.
Филипа Грегори била је заинтригирана причом о краљичиној сестри која је „очигледно била заборављена од стране историје“ због свог „недостатка политичке важности и утицаја“, које је имала њена сестра. Грегори је била фасцинирана Мерином биографијом, те је одлучила да напише роман о њој, и назвала га Друга Боленова кћи.

## Историјска тачност
Историчари су оспорили многе ствари из романа Друга Боленова кћи, попут следећих:
- Редослед рођења Боленових: Многи историчари сматрају да је Мери готово сигурно била старија сестра и најстарије дете Боленових, док Друга Боленова кћи представља Џорџа као најстаријег.[1] У роману, Џорџ је рођен 1503, Ана 1507, а Мери 1508. Међутим, већина историчара се слаже да је Ана била млађа од двеју сестара.[1][2]
- Сексуалност Џорџа Болена: Књига представља Џорџа као хомосексуалца, заљубљеног у Франсиса Вестона, али кога сексуално привлачи његова сестра Ана. Џорџ је спреман да почини инцест са њом, како би она краљу Хенрију VIII родила мушког наследника. Амерички академик Рета Варник изјавила је да је могуће да је Џорџ Болен био хомосексуалац, али да нема тачних доказа који би поткрепили ту теорију. Међутим, Џорџ Кевендиш је у својој књизи Метричке визије написао да је Џорџ био озлоглашени женскарош. Такође, ниједан од савремених истраживања и историчара није доказао да је Ана родила деформисани фетус, који је Грегори употребила као могући доказ инцеста.[3]
- Очинство над децом Мери Болен: Дуго се причало да је Хенри VIII признао једно или оба детета Мери Болен као своје. Историчари Сали Варлоу, Џ. В. Бернард и Џоана Дени верују да би Хенри Кери могао бити син Хенрија VIII, док Алисон Вир у потпуности одбацује ту могућност.[4]
- Томас и Елизабета Болејн: Друга Боленова кћи представља Мерине, Анине и Џорџове родитеље Томаса и Елизабету као људе који су деци ускраћивали родитељску љубав, који су спремни да користе своје кћерке како би задобили политичку моћи и који се ни сами нису венчали из љубави. Међутим, према изворима попут Мери-Луиз Брус, Боленови нису наговарали кћерке да се користе своју сексуалност као политичко средство, као и да су били згрожени када је Мери послата кући из Француске након што се открило да је била љубавница краља Франсоа I.[5]
- Анино старатељство над Хенријем Керијем: Ана Болен је, након смрти Вилијама Керија, постала старатељка његовог и Мериног сина Хенрија и бринула се о његовом образовању. Ово је било уобичајено у тјудоровском друштву; на пример, Анину и Мерину рођаку Катарину Хауард одгајила је њена бака, будући да је њен отац био сиромашан. И док историчари сматрају да је Ана волела свог сестрића и да се љубазно опходила према њему, роман је представља као врло окрутну тетку која је готово одвојила дечака од његове мајке.[6]
- Сексуално искуство Мери Болен: У роману Друга Боленова кћи Мери је представљена као неискусна девојчица која почиње љубавну аферу са краљем. Међутим, историчари верују да је она током свог боравка на француском двору била врло промискуитетна, као и да је била љубавница самог краља. Сматра се да је управо због тога била и отпуштена са двора, наневши породици Болен велику срамоту.[2] Генеалог Ентони Хоскинс порекао је ту причу, као и да су Мери икада биле на француском двору.[7] Међутим, већина историчара се слаже да су и Ана и Мери провеле неко време као дворске даме у Француској, као и да је француски краљ Мери Болен описивао као „велику проститутку на лошем гласу“ и „енглеску кобилу“.[1]
- Карактеризација Ане Болен: Енглеске новине Гардијен написале су да је Грегори представила Ану као „сплеткарошицу“, исказавши да сумња такву карактеризацију.[8] У Другој Боленовој кћи, Ана Болен је описана као хладна, осветољубива, болесно амбициозна, зла и насилна, са чим се историчари нимало не слажу. Ана је заправо била врло интелигентна, говорила је неколико језика, разумела се у политику, била је надарена за уметност, врло лојална својој породици, великодушна према пријатељима, и била је позната по свом шарму и елеганцији. Ароганцију и темпераментност откривала је само под стресом.[1][6]
- Инцест између Ане и Џорџа Болена: Ани Болен је заиста суђено због инцеста који је наводно починила са својим братом, што историчари одбацују као тачно. Роман назначава, али не тврди, да је Ана у покушају да затрудни и роди мушко дете починила инцест са Џорџом. Обе филмске адаптације романа приказују да су Ана и Џорџ намеравали, али да ипак нису починили инцест.
- Ниједан од историјских извора које је Грегори навела као библиографију из које је истраживала не сумња у невиност Ане Болен на суђењу. И Рета Ворник и Мери-Луиз Брус инсистирају да је Ана Била невина, као и књиге Дејвида Лоадса, Алисон Вир и Лејси Болдвин Смит које је Грегори користила да би истражила читав случај.
- Ниједан извор не поткрепљује верзију Грегоријеве да је Ана имала два побачаја.

## Адаптације романа
Види: Друга Боленова кћи (филм из 2003) и Друга Боленова кћи (филм из 2008).
Прву филмску адаптацију романа Друга Боленова кћи продуцирао је BBC 2003. године. 2008. снимљен је много познатији филм, у коме главне улоге тумаче Натали Портман, Скарлет Јохансон и Ерик Бана.